# Eduardo de Geyter
Eduardo de Geyter Carmona (Vallenar, 30 de noviembre de 1860-Rancagua, 25 de abril de 1925) fue un médico, escritor y poeta chileno.

## Biografía
Nació en Vallenar en 1860, hijo del industrial belga Pedro de Geyter van Bell y de Silvestre Carmona Ahumada. Fue el primero de tres hermanos, Leopoldo y Jacobo. Estudió en la Escuela de Medicina en Santiago, graduándose en 1885. Luego trabajó en las localidades de San Vicente de Tagua Tagua y El Labrar, cercana a Huasco. En esta última contrajo matrimonio con Adela Castillo Meléndez. Participó como cirujano en el Batallón de Huasco, sirviendo a los congresistas en las batallas de Concón y Placilla de la guerra civil de 1891.
Se radicó en la ciudad de Rancagua en 1892, ciudad en que destacó tanto por su labor médica como intelectual. Realizó una profunda labor social, por lo que fue conocido como el «médico de los pobres». Trabajó en el hospital de la ciudad, en el Cuerpo de Bomberos y en su consulta en la Plazuela de La Merced.
Participó activamente en las instancias culturales de la ciudad. Compuso varias obras literarias, publicó poesía
y prosa en la prensa local y en la de Santiago. Entre sus obras están Los apuros de un dentista improvisado, Ensayos de un nuevo explosivo y Ladridos de Perros. En 1897 fue nombrado profesor de Francés y Castellano en el Liceo de Hombres de Rancagua. Perteneció y fundó la Sociedad de Obreros Bernardo O'Higgins, el Centro Recreativo La Unión, la Sociedad en Resistencia de Panaderos, el Centro Juventud Democrática, y el Centro de Amigos del Arte.
Falleció en Rancagua en 1925, aquejado de una enfermedad hepática. Actualmente en Rancagua, una calle, un colegio, un centro de salud familiar y una biblioteca pública llevan su nombre.